# Прва тарифа
Прва тарифа је српска телевизијска серија из 2017. године, сценаристе Тадије Милетића. Премијерно је емитована на Првој ТВ, у периоду од 1. септембра до 20. децембра 2017. године. Серија је јединствена по томе што је креирана као први српски веб ситком, са премијером онлајн, али је након великог успеха приказан и на Првој телевизији од 15. фебруара 2018. године. 

## Радња
Главни јунаци су таксиста и његова бивша жена, власница салона за лепоту, које тумаче Марко Живић и Катарина Марковић. Серија прати њихове доживљаје, муштерије и ситуације, при чему се у свакој епизоди преплићу ситуације из таксија и салона. Овај бивши брачни пар у средњим тридесетим се бори са главним мукама овог доба, преко зарађивања новца, потраге за љубављу, дневних и породичних обавеза, а без обзира што су разведени, и даље су нераскидиво повезани заједничким проблемима и дететом, при чему је сваки позив нови разлог за свађу и смех.

## Улоге
| Глумац               | Улога                      |
| -------------------- | -------------------------- |
| Марко Живић          | Таксиста                   |
| Катарина Марковић    | Фризерка                   |
| Тијана Марковић      | Рођака на обуци            |
| Бора Ненић           | Деда                       |
| Борка Томовић        | Радојка „Раден”            |
| Стојан Ђорђевић      | Момак                      |
| Жарко Степанов       | Вереник                    |
| Владислав Михаиловић | Трговачки путник/Шкрти муж |
| Никола Крнета        | Службено лице              |
| Андријана Булат      | Силиконска лепотица        |
| Јована Миловановић   | Девојка                    |
| Иван Ђорђевић        | Паја „Папито”              |
| Јелена Пузић         | Девојка са кијавицом       |
| Александар Јовановић | Момак у уским панталонама  |
| Милица Сужњевић      | Студенткиња                |
| Предраг Милетић      | Мафијаш                    |
| Јаков Јевтовић       | Бодибилдер                 |

## Сезона
| Сезона | Сезона | Број епизода | Приказивање                                    |
| ------ | ------ | ------------ | ---------------------------------------------- |
|        | 1      | 40 (1 — 40)  | 1. септембар 2017. — 20. децембар 2017. (Прва) |